# Science Advances
Science Advances (nach ISO 4 abgekürzt Sci. Adv.) ist eine begutachtete wissenschaftliche Fachzeitschrift, die von der American Association for the Advancement of Science herausgegeben wird. Nicht zu verwechseln ist sie mit der Fachzeitschrift Advanced Science (Adv. Sci.), die vom Wiley-VCH Verlag herausgegeben wird.
Science Advances stellt eine Ergänzung zu der bereits seit 1880 erscheinenden Zeitschrift Science dar und publiziert im Gegensatz zu dieser unter Open Access. Die Erstausgabe war im Jahr 2015, der Impact Factor betrug im Jahr 2018 nach eigenen Angaben 11,5. Chefredakteur ist Jeremy Berg, Managing Editor Philippa Benson.
Thematisch ist die Zeitschrift breit aufgestellt, unter anderem werden originäre Forschungsarbeiten aus der Informatik, dem Ingenieurwesen, den Umweltwissenschaften, den Biowissenschaften, der Mathematik und Physik sowie den Sozialwissenschaften publiziert. Neben fachspezifischen Arbeiten werden auch transdisziplinäre Studien veröffentlicht.